# Charles Gmelin
Charles Henry Stuart Gmelin (ur. 28 maja 1872 w Krishnanagar w Indiach, zm. 12 października 1950 w Oksfordzie) – brytyjski lekkoatleta sprinter, piłkarz i krykiecista. Uczestnik i medalista I nowożytnych igrzysk olimpijskich w 1896 w Atenach.
6 kwietnia Gmelin wystartował w biegu eliminacyjnym na 100 metrów, stając się tym samym pierwszym brytyjskim uczestnikiem Igrzysk. W swoim biegu eliminacyjnym przegrał z Francisem Lane i Alajosem Szokolyim i nie awansował do finału.
Tego samego dnia odbył się bieg eliminacyjny na 400 metrów, gdzie przegrał z Tomem Burke i wygrał z Frantzem Reichelem awansując do finału z 2 miejsca.
7 kwietnia w biegu finałowym Gmelin zajął trzecie miejsce. Pokonali go Amerykanie: Tom Burke i Herbert Jamison. Po igrzyskach pojawiły się spekulacje, czy Gmelin na pewno wygrał z Niemcem Fritzem Hofmannem, jednak w źródłach pochodzących z 1896 trzecie miejsce jest przypisywane Brytyjczykowi.